# 서정리초등학교
서정리초등학교는 대한민국 경기도 평택시 서정동에 있는 공립 초등학교이다.

## 연혁
- 1922년 10월 16일 서정리공립보통학교(4년제) 개교(설립인가 6월 3일)
- 1924년 3월 31일 수업연한 6년 인가
- 1938년 4월 1일 서정리공립심상소학교로 개칭[1]
- 1941년 4월 1일 서정리공립국민학교로 개칭[2]
- 1980년 3월 1일 병설유치원 개원
- 1983년 3월 11일 특수학급 편성
- 1996년 3월 1일 서정리초등학교로 개칭[3]
- 2021년 1월 8일 제96회 졸업식 43명 (총 19341명)
- 2021년 3월 1일 제31대 김쾌수 교장 취임
- 2021년 3월 1일 10학급 편성(특수학급 2학급), 유치원 3학급(특수학급 1학급), 방과후반 1학급

## 상징
- 교화 - 영산홍 : 영산홍은 아름다운 꽃으로 인내와 노력 결실을 상징한다. 우리 서정리 어린이들이 인내와 노력을 통해 큰 결실을 맺을 것을 의미한다.
- 교목 - 은행나무 : 은행나무는 정감과 지덕을 겸비한 나무로 너그러움과 여유로움을 상징한다. 서정리 어린이들의 넓고 큰 마음을 닮았다.

## 참고 자료
- 서정리초등학교 - 한국교육학술정보원 학교알리미